# 赫佐爾·格林斯潘

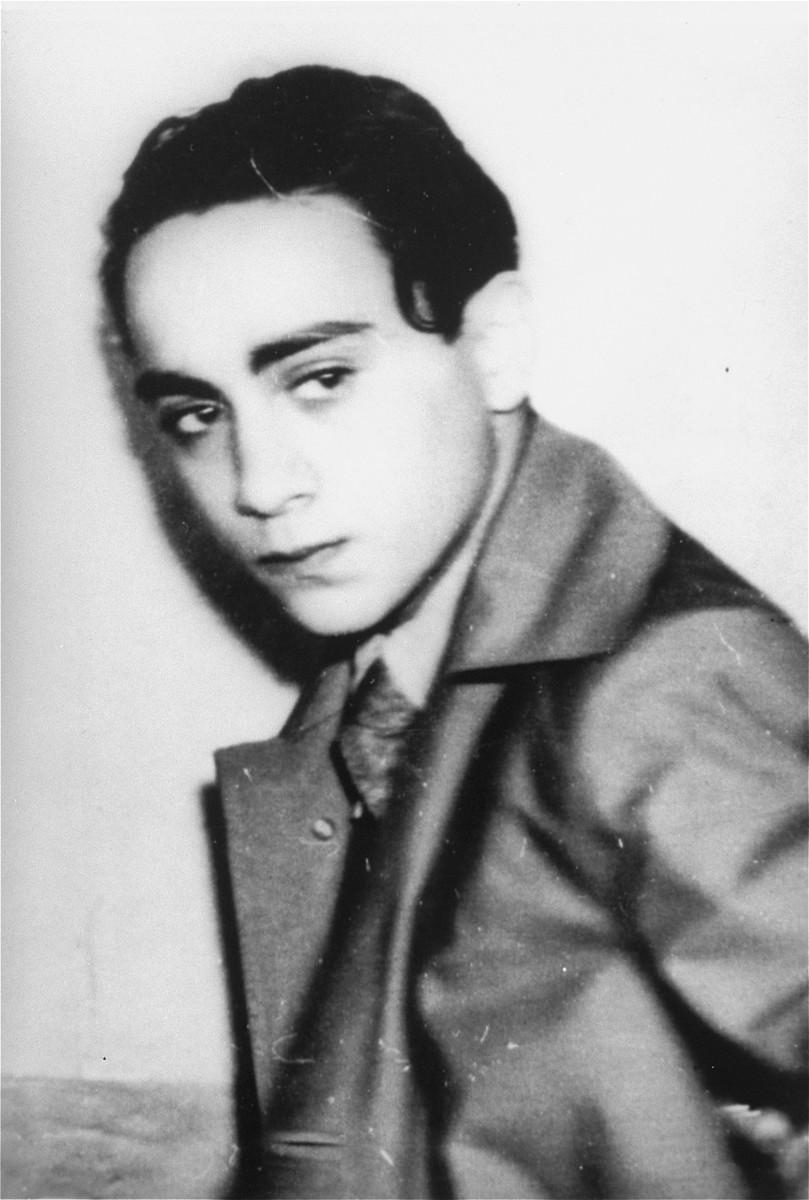

赫佐爾·費貝爾·格林斯潘 （波蘭語：Herschel Feibel Grynszpan，意地緒語：הערשל פײַבל גרינששפּאן ）（1921年3月28日—1945年）。波蘭籍猶太人，出生在魏瑪共和國時期的德國，1933年以後隨著納粹政府的反猶活動愈來愈暴力，作爲個人的反抗，1938年11月7日，赫佐爾·格林斯潘在巴黎刺殺了德國外交官恩斯特·馮·拉特。納粹當局以這次行刺爲借口，於1938年11月9日至10日掀起了 "水晶之夜 "的反猶暴行。1940年法國淪陷之後，格林斯潘落入蓋世太保之手并被押送到德國。
關於赫佐爾·格林斯潘的死亡，一般認爲，他不可能在二戰中幸存下來。1960年西德政府宣佈他於1945年死亡，據説這是應他的父母要求，因爲戰爭結束之後已經15年沒有他的任何音信。但是也有傳言稱，赫佐爾·格林斯潘並沒有在戰爭期間死亡，而是以另外一個身份生活在巴黎，也有人引用了一張與赫佐爾·格林斯潘相似的照片，證明他在1946年7月生活在德國的班貝格 。